# Антим Загливерски
Антим (на гръцки: Άνθιμος, Антимос) е гръцки духовник, загливерски епископ от XVII век.

## Биография
Антим Загливерски (ό Ζαγκλιβερίου ’Άνθιμος) подписва на 3 май 1677 година сигилия на патриарх Дионисий IV Константинополски за предаване на ставропигиалния манастир „Света Богородица“ в местността Гларендза между Хлемуци и Гастони на Оленската епископия. Новата титла Загливерски вероятно показва промяна на седалището на Ардамерската епископия в Загливери.